# Logan Fontaine
Logan Fontaine (Argentan, 25 marzo 1999) è un nuotatore francese, vincitore di due medaglie d'oro ai campionati mondiali di nuoto 2017 e 2024, rispettivamente nella 5 km a squadre e nella 5 km.

## Palmarès
- Mondiali

Budapest 2017: oro nella 5 km a squadre.
Gwangju 2019: argento nella 5 km.
Doha 2024: oro nella 5 km.
- Mondiali in vasca corta

Melbourne 2022: bronzo negli 800m sl.
- Europei

Glasgow 2018: bronzo nella 5 km.
Roma 2022: bronzo nella 10 km e nella 5 km a squadre.
Cittavecchia 2025: argento nella 10 km e nella knockout sprint, bronzo nella 6 km a squadre.